# Mind Travel
『Mind Travel』（マインド トラベル）は、2011年6月15日に発売されたSuperflyの3枚目のアルバム。

## 概要
前作『Box Emotions』から約1年9か月ぶりとなるアルバム。前アルバム以降に発売されたシングル曲はほぼ収録しており、「タマシイレボリューション」はシングルとは異なるバージョンが収録された。なお、9枚目のシングル曲「Dancing On The Fire」、10枚目のシングル『Wildflower & Cover Songs:Complete Best 'TRACK 3'』収録の「Roll Over The Rainbow」、配信曲「You & Me」は収録されなかった。
初回限定盤のみデジパック仕様で、アルバム未収録曲を含むシングル曲7曲とアルバム曲3曲を含むミュージック・ビデオが収録されたDVDと、アルバム収録曲をイメージしたステッカー（14種類のうち1枚）が付属されている。通常盤には「旅の栞」が付属されている。
今回もアルバム発売を記念し、発売日当日に横浜赤レンガ倉庫イベントスペースでフリーライブが開催された。同時にライブの生中継が、Ustream、GYAO!、LISMO WAVEにて行われた。
オリコンチャートで初登場1位を獲得し、デビューから3作連続でアルバム首位を獲得した。また、シングルではあるもののアルバムチャートで首位を獲得した『Wildflower & Cover Songs:Complete Best 'TRACK 3'』を含むと4作連続首位となり、女性アーティストでは宇多田ヒカル以来7年3か月ぶりの記録となった。

## 収録曲

### CD
- Produced & Arrangement：蔦谷好位置
- Basic Arrangement：多保孝一

1. Rollin' Days (4:00)
  - 作詞：越智志帆　作曲：多保孝一
  - 先行配信された配信シングル。
  - フジテレビ系ドラマ『BOSS 2ndシーズン』主題歌で、前作「Box Emotions」と同じく『BOSS』の楽曲がオープニングを飾っている。
  - ちなみに、前作のオープニングトラック「Alright!!」は『BOSS』シリーズ通じてのオープニングテーマとなっている。
2. Beep!! (4:13)
  - 作詞：越智志帆+jam　作曲：多保孝一
  - 12thシングルの1曲目。
  - 映画『漫才ギャング』主題歌。
3. Fly To The Moon (4:31)
  - 作詞：越智志帆　作曲：多保孝一
4. タマシイレボリューション (Extended ver.) (4:06)
  - 作詞・作曲：越智志帆
  - 10thシングルの2曲目。
  - 『NHKサッカー』2010年度テーマソング。
  - アルバム収録にあたりイントロと間奏がリアレンジされ、「Extended」の表記の通り演奏時間もシングルバージョンと比べ20秒長くなった。なお、ライブではこちらのバージョンで披露する事が多い。
5. Eyes On Me (4:32)
  - 作詞：越智志帆　作曲：多保孝一
  - 11thシングル。
  - PSP専用ソフト『The 3rd Birthday』テーマソング。
6. Deep-sea Fish Orchestra (4:23)
  - 作詞：越智志帆　作曲：多保孝一
  - レッド・ツェッペリンを彷彿とさせるロックナンバー。
7. Secret Garden (4:40)
  - 作詞：越智志帆　作曲：多保孝一
8. Sunshine Sunshine (4:04)
  - 作詞：越智志帆　作曲：多保孝一
  - 12thシングルの2曲目。
  - 『MEET THE MUSIC 2011』キャンペーンソング。
9. Morris (2:49)
  - 作詞：越智志帆+多保孝一　作曲：多保孝一
  - この曲はデビュー前に存在しており、越智が上京してから父がギターを再び始めたという話を家族から受け、その時の思いを歌詞にしたという[3]。
  - 多保が作詞に参加した楽曲が収録されるのは、シングル『My Best Of My Life』収録の「Welcome To The Rockin' Show」以来である。
10. Wildflower (4:25)
  - 作詞：越智志帆　作曲：多保孝一
  - 10thシングルの1曲目。
  - フジテレビ系ドラマ『GOLD』主題歌。
11. Free Planet (3:21)
  - 作詞：越智志帆　作曲：多保孝一
  - 10thシングルの3曲目。
  - ソニーエリクソン「Cyber-shotケータイ S003」、「BRAVIA Phone S004」CMソング。
  - ディープ・パープルを彷彿とさせるロックナンバー。
12. 悪夢とロックンロール (2:51)
  - 作詞：越智志帆　作曲：多保孝一
  - MO'SOME TONEBENDERの百々和宏がセカンドボーカルとして参加している。
  - 歌詞は、「普通の女の子がミック・ジャガーと恋人になるものの、他の女性に略奪されてしまうという『夢』から覚める」というストーリーとなっている。
13. Only You (4:25)
  - 作詞・作曲：越智志帆
14. Ah (3:32)
  - 作詞：越智志帆　作曲：多保孝一
  - HONDA「オデッセイ」CMソング。
  - 楽曲のテーマは「溜息」で、歌詞は無く声のみの楽曲。
  - 元々は歌詞があり、そちらのバージョンが先に制作されていたが、アルバム収録にあたり歌詞の無いバージョンが制作された[4]。なお、歌詞のあるバージョンはタイトルを「あぁ」として、13thシングルとして発売された。
  - この曲を基に、ショートフィルム『皆既日食の午後に』が制作された。
  - 日本福音ルーテル東京教会でレコーディングされた[5]。

### DVD（初回限定版特典）
1. Dancing On The Fire
  - 監督は田中裕介。
2. Roll Over The Rainbow
  - 監督は田辺秀伸。
3. Rollin' Days
  - 監督は番場秀一。
4. Beep!!
  - 監督は斎藤渉。
5. タマシイレボリューション
  - 監督は斎藤渉。
6. Eyes On Me
  - 監督は番場秀一。
7. Morris
  - 監督は掛川康典。
8. Wildflower
  - 監督は番場秀一。
9. Free Planet
  - 監督は番場秀一。
10. Ah
  - 監督は掛川康典。

## 演奏
- 越智志帆
  - Lead Vocal, Background Vocals
  - Tambourine (#1.2.8.10)
  - Cowbell (#1.4)
  - Glockenspiel, Vibraphone, Wind Chime (#5)
- 多保孝一：Electric Guitar (#1)
- 蔦谷好位置
  - Hammond B-3 (#1.11)
  - Piano (#3.4.5.14)
  - Rhodes (#7.13)
  - Programming (#4.14)
  - Background Vocal (#1.6.8)
- 八橋義幸
  - Electric Guitar (#1-6.10.11.12)
  - Acoustic Guitar (#5.8)
  - Mandolin (#10)
- 高桑圭：Bass (#1)
- 河村“カースケ”智康：Drums (#1.3)
- 昼海幹音：Electric Guitar (#2.4.11.12)
- TOKIE：Bass (#2)
- 小田原豊：Drums (#2.8.10)
- 佐々木貴之：Electric Guitar (#3.6)
- 松原秀樹：Bass (#3.5.8)
- 朝倉真司：Percussion (#3.4)
- 川上鉄平、中野勇介、田中充：Trumpet (#3)
- 鹿討奏、佐藤洋樹：Trombone (#3)
- 武嶋聡：Flute (#3)
- 種子田健：Bass (#4.11.12)
- 松原“マツキチ”寛
  - Drums (#4.12)
  - Percussion (#4)
- 菅坂雅彦：Trumpet (#4.13)
- 横山均：Trumpet (#4)
- 村田陽一：Trombone (#4.13)
- 竹野昌邦：Alto Sax (#4)
- 山本拓夫
  - Tenor Sax (#4.13)
  - Baritone Sax (#13)
- 渡嘉敷祐一：Drums (#5)
- 庄司さとし：Oboe (#5)
- 高桑英世：Flute (#5)
- 朝川朋之：Harp (#5)
- 弦一徹ストリングス：Strings (#5.6.10)
- 山本昌史：Bass (#6)
- マシータ：Drums (#6)
- 大神田智彦：Bass (#7.13)
- 小笠原拓海：Drums (#7)
- 沢野博敬、佐々木史郎：Trumpet (#7)
- 霜田裕司：Trombone (#7)
- 吉田治：Alto Sax (#7)
- 山本一：Alto Sax, Tenor Sax (#7)
- 名越由貴夫：Electric Guitar (#8.10)
- 佐藤芳明：Accordion (#8.9)
- おおはた雄一：Acoustic Guitar (#9)
- 佐藤克彦：Acoustic Guitar (#9)
- 中村達也：Drums (#11)
- 釣俊輔：Additional Arrangement (#11)
- SUNNY：Piano (#12)
- 百々和宏：Second Vocal (#12)
- 田中義人：Electric Guitar (#13)
- アーミン・T・リンツビヒラ：Drums (#13)
- 西村浩二：Trumpet (#13)
- オオヒナタハルコ、竹本健一：Background Vocals (#13.14)
- aico、有坂美香、伊沢ビンコウ、笠置順、CAN'NO、佐藤宏子、澤田かおり、SAN (Chagra)、シオダマサユキ、Junear、竹下舞子、田中まゆ果、田中雪子、TAMA (Chagra)、中村未来、Frances Maya、吉岡悠歩、ルースフォンチ、ルンヒャン：Background Vocals (#14)